# مجرم بستکی
 محمد حسن غیرت  فرزند مصطفی خان (۱۳۴۳ - ۱۲۷۸) خورشیدی، از شعراء معروف منطقهٔ شهرستان بستک هرمزگان در جنوب ایران بود. نام کامل وی: ( محمد حسن بن مصطفی خان بن احمد خان بزرگ بن محمد رفیع خان العباسی البستکی )، متخلص به  مجرم .

## زندگی
«محمد حسن غیرت» به سال ۱۲۷۸ خورشیدی در شهر بستک پا به عرصه وجود نهاد. سه ساله بود که پدرش «فایز بستکی» رخت از جهان بربست و وی نزد مادر و به سرپرستی برادر بزرگ‌ترش بزرگ شد. تحصیلات را نخست در بستک و سپس در مدرسهٔ علمیهٔ کوهیج نزد شیخ شافعی دنبال کرد. شاعری را از پدر به ارث برده و در بیشتر قالب‌ها، مخصوصاً در دوبیتی، رباعی و غزل اشعار فراوانی سروده‌است.
محمّدحسن غیرت واژهٔ «مجرم» را به عنوان تخلّص خویش برگزید و با این تواضع و فروتنی عارفانه، شاعرانه، نفس پاک خود را از لوث تکبّر و غرور و خودبزرگ بینی که برخی را می‌فریبد، رهایی بخشیده‌است. شاعر با انتخاب این تخلّص اعلان کرده‌است که انسان، نمی‌تواند عاری از گناه باشد و بالاخره دارای جرم، خطا و اشتباه‌است و تنها از درگاه دادار دانا و کردگار توانا، درخواست پوزش و آمرزش دارد.
شعرش روان، ساده و دل‌نشین است. کلمات و واژگان فاخر، مطنطن و گاه ثقیل نیز به‌کار برده و بر بحور و اوزان عروضی، مسلّط است و این‌ها همه حکایت از این دارد که در دامانِ خاندانی، همه اهل علم، دانشمند، شاعر و حکیم پرورش یافته‌است.
آرایه و صنعت ادبی، موجب آرایش، زیبایی و زینت بخشی شعر مجرم شده و گویای تسلّط وی بر علم شعر و فوت و فنّ این دانش دل‌انگیز است.

## نمونهٔ اشعار
جناس: 
| عجایب دل فریب و دل بری تو     |  | به یک غمزه، هزاران دل، بری تو   |
| نه تنها «مجرم» است دل دادهٔ تو |  | هـزاران کـرده‌ای از دل، بــری تو |

  مراعات النّظیر: 
| بـت لـب قنــد شیرین گهر سنج   |  | نهاده بر دلم درد و غم و رنج   |
| قرار و صبر و ایمان و دل و دین |  | ربود از «مجرم» غم دیده هر پنج |

  تجاهل العارف: 
| لب است ای دوست! یا برگِ گل است این؟! |  | دو زلف عنبرین یا سنبل است این      |
| که می‌خواند که می‌نالد شب و روز       |  | ندانم «مجرم» است یا بلبل است این؟! |

  تشبیه: 
| شبم از روی تو روشن چو روز است    |  | هــوای جنّتم بـی‌تــو تموز است |
| شبی «مجرم» لبـت بــوسید در خـواب |  | بـه کامم لذّت شهدش هنوز است   |

  اغراق: 
| گهی از آب چشم خویش غرقم    |  | گهی آتش زنــد شعلــه ز فرقم |
| اگـر «مجرم» کشد آهی ز جورت |  | زمین و آسمان سوزد ز بـــرقم |

## بدرود زندگی
«مجرم بستکی» در سال ۱۳۴۳ خورشیدی در بستک دارفانی را وداع گفت و در همان جا به خاک سپرده شد.

## تبارنامه
محمد حسن  بن مصطفی خان بن احمد خان بن محمد رفیع خان بن هادی خان بن شیخ محمد خان بزرگ بن عبدالقادر بستکی، شیخ حسن بستکی، شیخ محمد کبیر، شیخ ناصر الدین، شیخ محمد، شیخ جابر، شیخ اسماعیل رابع، شیخ عبدالغنی، شیخ اسماعیل ثالث، شیخ عبدالرحیم عفیف الدین، شیخ عبدالسلام خنجی، شیخ عباس، شیخ اسماعیل ثانی، حمزه، احمد، محمد، هارون، مهدی، مرشد، محمود، احمد، علی، مبارک، عبدالسلام، سعید، عبدالغنی، طلحه، احمد، اسماعیل، سلیمان، محمد علی، عبدالله (حَبر الأُمَة) ابن عباس بن عبدالمطلب القرشی بن هاشم بن عبد مناف.

## فرزندان شاعر
مجرم بستکی دارای دو پسر  به نام‌های زیر است:
- محمد علی غیرت    شاعر توانایی بود و در تیر ماه ۱۳۷۲ در بستک درگذشت و دیوانش به کوشش استاد  احمد حبیبی، تصحیح و چاپ شده‌است.
- نورالدّین غیرت که به شعر و فرهنگ بستک علاقه‌مند است و در راه  انتشار آثار پدر و برادرش اهتمام ورزیده‌است.